# Helge Skuseth
Helge Peter Skuseth (Ålesund, 29 aprile 1953) è un ex calciatore norvegese, di ruolo attaccante.

## Carriera

### Club
Skuseth, all'età di sedici anni, si allenò con gli inglesi dei Queens Park Rangers. Giocò per lo Skarbøvik, prima di passare allo Start nel 1974. In questa squadra, vinse due campionati (1978 e 1980).

### Nazionale
Conta 16 presenze e 3 reti per la Norvegia. Esordì il 3 novembre 1973, nella sconfitta per 2-1 contro il Lussemburgo. Segnò la prima rete in data 15 maggio 1975, in occasione della vittoria per 3-5 sulla Finlandia.

## Palmarès

### Club

#### Competizioni nazionali
- Campionato norvegese: 2

Start: 1978, 1980